# Фаб'єн Франкель
Фаб'єн Джозеф Франкель (англ. Fabien Joseph Frankel, нар. 6 квітня 1994) — британський актор. Він відомий своєю роллю сера Крістона Коула у фантастичному серіалі від HBO «Дім Дракона» (2022).

## Раннє життя
Фаб'єн Франкель народився в Челсі у Західному Лондоні в сім'ї англійського актора Марка Френкеля і французької рекламної агентки Кароліни Бессон. Його батько з єврейської сім'ї, а бабуся по батькові походить з індійсько-єврейської родини з Мумбаї. Батько Фаб'єна загинув у ДТП, коли йому було два роки, а його мати в цей час була вагітна його молодшим братом Максом. Обидва брати були виховані матір'ю в Лондоні, і вдома розмовляли французькою. Мати привчила братів до кіно, водячи раз на тиждень у кінотеатр.
Фаб'єн Франкель пройшов річний базовий курс у Королівській академії драматичного мистецтва (RADA), перш ніж отримати ступінь бакалавра мистецтв у галузі професійної акторської майстерності в Лондонській академії музичного та драматичного мистецтва (LAMDA) у 2017 році.

## Кар'єра
Кар'єра Франкель почалася на сцені в постановці «Знання» у 2017 році в театрі Чарінг-Крос. На екрані він дебютував у 2019 році в романтичній комедії «Щасливого Різдва». Того ж року його взяли на головну роль Тео Сіповіча в пілотному серіалі для потенційного спінофу серіалу «NYPD Blue» на ABC.
У 2021 році Франкель з'явився в ролі Домініка Ренельо в кримінальній драмі BBC One і Netflix «Змій». З 2022 року він грає дорнського лицаря сера Крістона Коула у фентезі-серіалі HBO «Дім Дракона», приквелі «Гри престолів» та екранізації супутньої книги Джорджа Р. Р. Мартіна «Вогонь і кров». Також у 2022 році Фаб'єн Франкель зіграв головну роль у незалежному комедійному фільмі «Венеція на світанку».

## Фільмографія
| Рік  | Назва                 | Роль             | Прим.                                |
| ---- | --------------------- | ---------------- | ------------------------------------ |
| 2019 | «Щасливого Різдва»    | Фаб'єн           |                                      |
| 2019 | «Поліція Нью-Йорка»   | Тео Сіпович      | Пілот                                |
| 2021 | «Змій»                | Домінік Ренельо  | мінісеріал; 4 епізоди                |
| 2021 | «Невідвертий портрет» | Гаспар Шевроле   | Епізод: «Сьогодні пішов. Завтра тут» |
| 2022 | «Дім Дракона»         | Сер Крістон Коул |                                      |
| 2022 | «Венеція на світанку» | Діксон           |                                      |

### Театр
| Рік  | Назва    | роль | Прим.                      |
| ---- | -------- | ---- | -------------------------- |
| 2017 | «Знання» | Кріс | Театр Чарінг Кросс, Лондон |